# Bernardo Morando
Bernardo Morando (1540 circa – Zamość, 1600) è stato un architetto e ingegnere militare italiano, attivo in Polonia, è noto come il progettista della nuova città di Zamość, secondo le teorie rinascimentali della "città ideale".

## Biografia

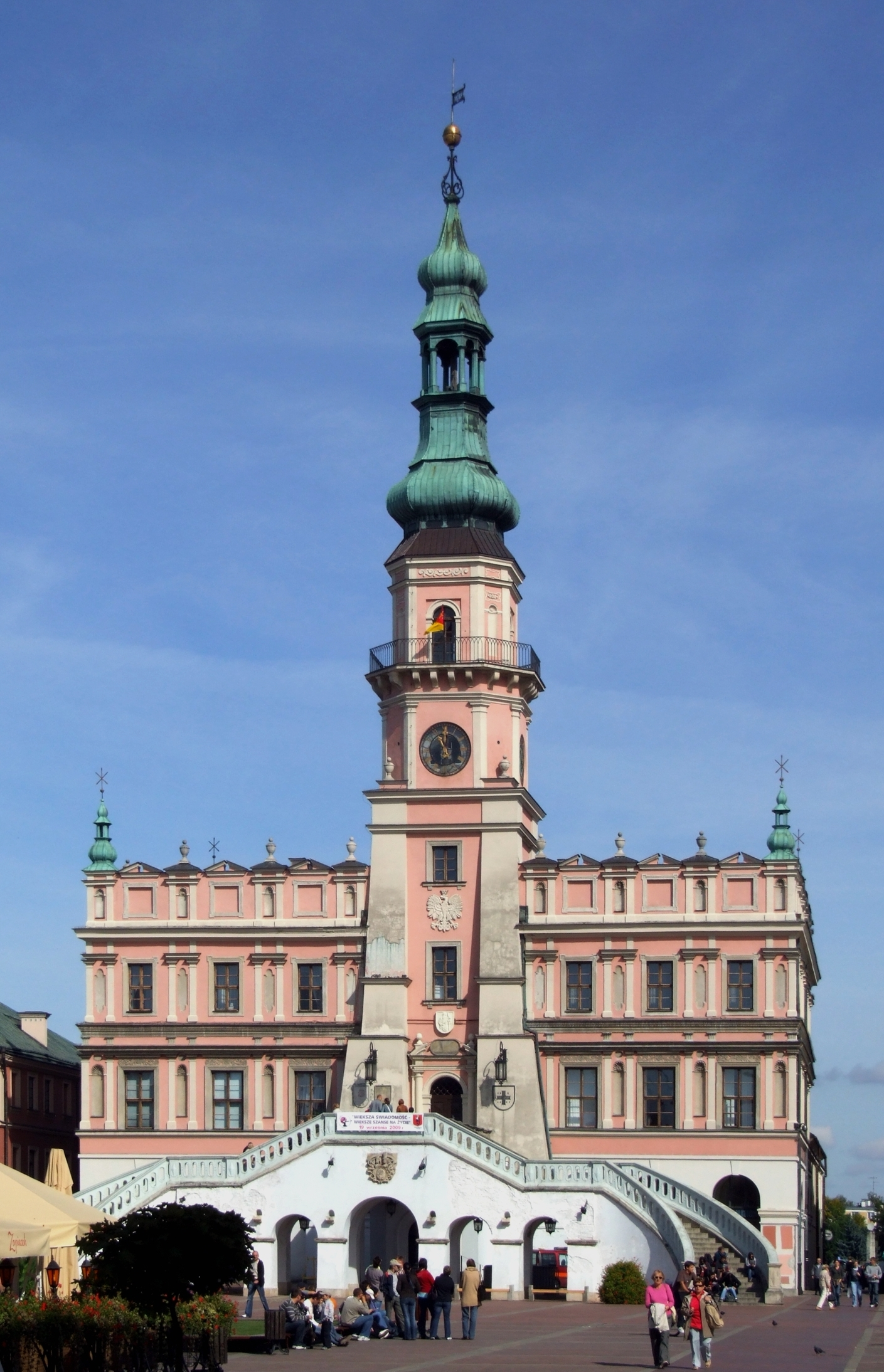
Municipio di Zamość

Originario della Repubblica di Venezia, la sua formazione rivela la conoscenza dell'opera di Sanmicheli.
Le prime notizie documentate lo vedono, già nel 1569, in Polonia dove iniziò a lavorare come architetto, probabilmente come collaboratore di Giovanni Battista Quadro, anche se dei primi nove anni di soggiorno le notizie sono scarse.
La sua vicenda professionale cambiò radicalmente dopo la conoscenza con Jan Zamoyski, che apparteneva alla nobiltà polacca ed era uno degli uomini più ricchi della Polonia, che nel 1578 lo incaricò del progetto per la nuova Zamość, una città ideale contenente la fortezza per il fondatore che si era enormemente arricchito grazie ai suoi grandi possedimenti terrieri. La città di Zamość doveva servire come centro del proprio potere territoriale ed economico.
Durante la realizzazione della nuova città e dei suoi monumenti Morando vi si stabilì con la famiglia, ricevendo anche un titolo nobiliare. I suoi successori usarono il cognome Morenda e utilizzarono lo stemma della Mora.

## La nuova città di Zamość

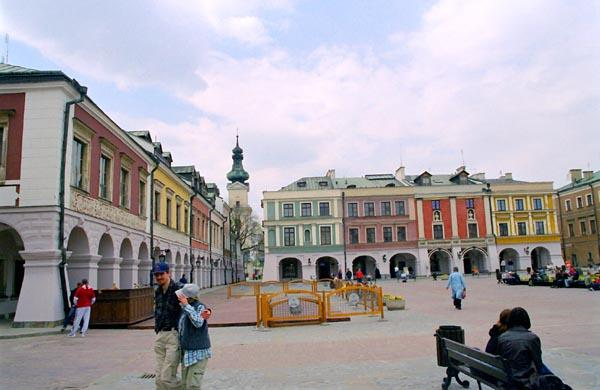
Piazza del mercato di Zamość

Morando seguì il piano della nuova città caratterizzato dalle fortificazioni a forma di stella, completate nel 1620 dal suo successore, Andrea dell'Acqua.
Progettò anche gli edifici principali, tra cui la Porta di Lublino , l'arsenale e il palazzo di Zamoyski e il municipio.
La chiesa della città (la Collegiata), uno dei più notevoli esempi di architettura tardorinascimentale a nord delle Alpi, fu completato nel 1598, due anni prima della morte di Morando che vi fu sepolto.
Oltre alla città di Zamość, Morando ha anche preparato piani di costruzione di due piccole città fortificate: Tomaszów Lubelski e Szarogród in Podolia, nell'odierna Ucraina.